# Christian Leberecht von Pröck
Christian Leberecht friherre von Pröck (født 1718, død 4. september 1780 i København) var en dansk generalguvernør og amtmand.
Han var søn af en bayreuthsk gehejmeråd, friherre von Pröck, i ægteskab med en Reich von Reichenstein, der døde 88 år gammel i Ordrup 4. september 1778. Pröck udnævntes 1747 til dansk kammerjunker, 1754 til konferensråd og 1755 til generalguvernør over De dansk-vestindiske Øer, som nylig fra Det vestindisk-guineiske Kompagni var overtaget af staten. I 1766 fandt regeringen det imidlertid nødvendigt at sende en mere energisk mand derover som generalguvernør, hvortil Peter Clausen blev udset, og Pröck blev kaldt hjem.
1768 blev Pröck stiftsbefalingsmand over Island og Færøerne. Skønt beordret til straks at rejse over til Island unddrog han sig dog det første år fra at drage til et så "kontrært Klima" og befriedes helt ved 1769 at udnævnes til amtmand over Københavns Amt. 2. maj 1771 blev han ifølge en af Struensee udfærdiget kongelig ordre afsat på grund af efterladenhed med at udføre forskellige kongelige resolutioner. 1774 fik han dog pension fra afskedsdagen. Han døde 4. september 1780 i København og er begravet på Garnisons Kirkegård.